# 艾麗·高登
艾麗·高登（英語：Ellie Goulding，1986年12月30日—），全名艾麗娜·珍·高登（英語：Elena Jane Goulding），是一名英國歌手及詞曲作家。

## 早年生活
艾麗·高登出生在英格蘭赫瑞福，父母是汤姆（Tom Goulding）和崔西（Tracey Clark）。她在三岁時患上一種食物过敏疾病，16岁才痊愈。她在家中三個孩子中排行老大，曾就讀於赫瑞福郡的霍金斯夫人學校（Lady Hawkins' School），之后就讀肯特大學。她在就讀大學時，因为参加学校的表演而发现自己的天赋，因而休学一年去追逐梦想。
高登在九歲時開始演奏單簧管，並在十五歲時開始自我創作歌曲。她在肯特大學就讀時認識了Jamie Lillywhite。Jamie之後成為她的經紀人，並向她介紹了日後成為她的專輯「光芒」（Lights）的制作人Starsmith。

## 音樂生涯

### 早期生涯
2009年11月3日高登簽約索尼音乐娱乐,她的首張單曲「Under the Sheets」由獨立廠牌考克拉唱片而不是索尼音乐娱乐发行，以便减少公司的风险。 
2009年11月30日單曲在BBC3電台首播，並於11月19日開始提供數位下載，擠入英國單曲榜第七十六位。 
2009年12月為支持Little Boots，她開始了自己的巡演，12月22日她在BBC的天天星期六節目中表演了「Under the Sheets」 和「Guns and Horses」兩首歌曲。 「Wish I'd Stayed」是12月26英國数位下载第四的歌曲。

### 2010-2011:「光芒」（Lights）和「萬丈光芒」（Bright Lights）

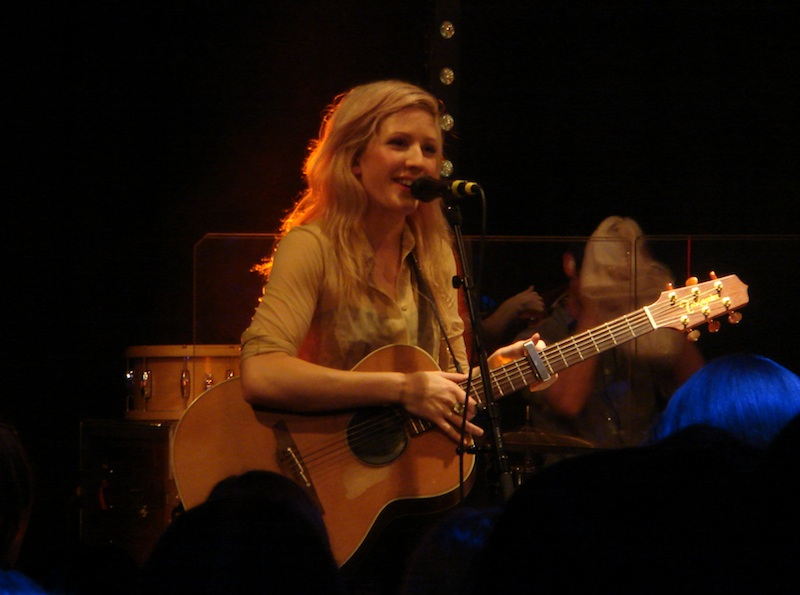
2010年，埃利·高登在阿姆斯特丹表演。

艾麗在2010年5月26日發行首張專輯「光芒」（Lights），發行後达到英國專輯榜第三位，其中單曲「Starry Eyed」以英國單曲榜第7名的成績拿下英國BPI白银認證。
同年十二月發行了改版專輯（Bright Lights），包含三首全新的歌曲。首發單曲「Your Song」問鼎英國單曲榜第三名，拿下英國 BPI 金認證。
改版專輯的第二波單曲「Lights」為艾麗開啟英國以外的市場，在單曲發行後1年，「Lights」初次進入公告牌百强单曲榜，隨後逐漸攀升，最終在其在榜第二十八周取得百强单曲榜第六名，截至目前有銷售三百萬張的記錄，取得美國唱片工業協會 (RIAA) 白金（Platinum）認證。「Lights」在百强单曲榜榜單週數二週。也拿下Billboard Hot 100年終榜單第九名，成为在美国比较成功的英国女歌手。

### 2012-2014：「翠鳥寓言」（Halcyon）和「翠鳥時光」（Halcyon Days）
2012年11月5日，艾麗的第二張專輯「翠鳥寓言」（Halcyon）正式發行。
首發單曲「Anything Could Happen」攻下英國單曲榜第7名，在美國Billboard Hot 100亮相至第六十二名，取得美國唱片工業協會 (RIAA) 白银認證.。
2013年8月23日，艾麗第二張專輯「翠鳥寓言」（Halcyon）的改版專輯「翠鳥時光」（Halcyon Days）正式發行，首發单曲「燃烧」（Burn）在英国单曲榜排名第三，也在美國Billboard Hot 100獲得第三十八名。

### 2015-2017：「瘋狂快感」（Delirium）
在2014年12月，她開始製作第三張專輯。2015年初，發行了為電影安諾瑪麗莎演唱配乐，歌曲在2月7日上傳到YouTube，比原定發行日期（2月15日）早。 該歌曲取得成功，在英國單曲榜奪得第三名，並維持了二周。此外，該歌曲也出现在在澳大利亞、新西蘭的榜單。在美國，該歌曲奪得第二十二名。
2015年10月17日，她發行了的第三張專輯的首發單曲「On My Mind」，在英國單曲榜奪得第十名，在美國公告牌百强单曲榜奪得第13名。
2015年12月6日 ，高登第三張專輯「无尽快感」（Delirium）正式發行。第二波單曲「Army」在英國單曲榜奪得第二十名，第三波單曲「Something In The Way You Move」在美國 Billboard Hot 100 奪得第五十三名。

## 私人生活
艾麗是素食主義者。

## 作品
- 《光芒》（Lights，2010年）
- 《翠鳥寓言》（Halcyon，2012年）
- 《瘋狂快感》（Delirium，2015年）
- 《湛藍》（Brightest Blue，2020年）
- 《超越天堂》（Higher Than Heaven，2023年）